# Pillaia kachinica
Pillaia kachinica is een straalvinnige vissensoort uit de familie van de stekelalen (Chaudhuriidae). De wetenschappelijke naam van de soort is voor het eerst geldig gepubliceerd in 2000 door Kullander, Britz & Fang.